# Негуши
Не́гуши (черног. Његуши) — село в южной Черногории, при муниципалитете города Цетине.

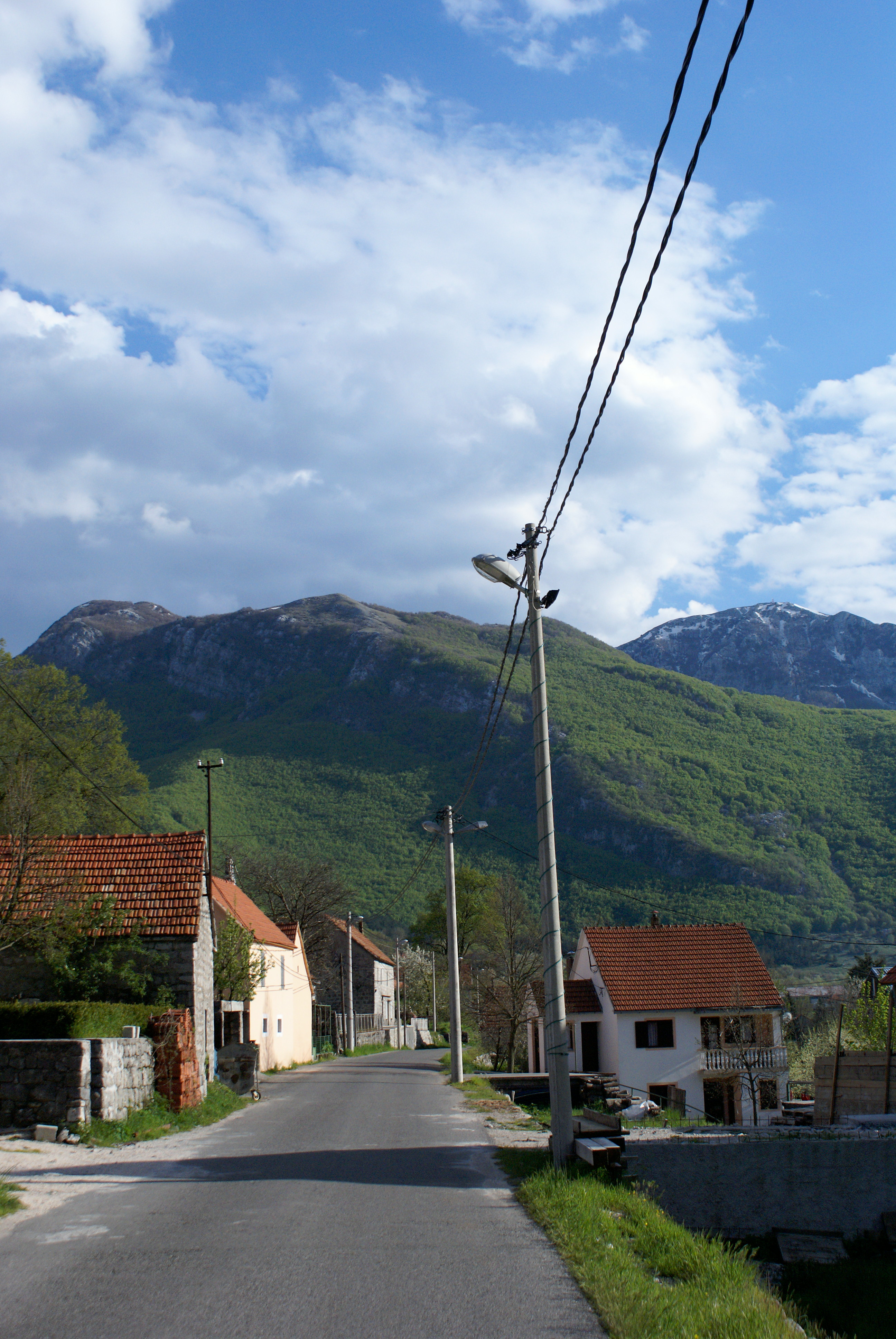
Вид на село Негуши и гору Ловчен.

Негушский пршут

Расположено на склоне горы Ловчен, на территории одноимённого с ней национального парка. Это село известно как родина династии Пе́тровичей (Негошей), которая правила в Черногории с 1696 по 1918 год.
Село известно хорошо сохранившейся древней традиционной архитектурой, а также знаменитыми в черногорской национальной кухне негушскими сырами (черног. његушки сир) и окороками (пршутами — черног. његушки пршут).

## Население
Перепись 2003 г.:
- черногорцы — 15 чел.
- сербы — 1 чел.
- другие — 1 чел.[1]

## Известные уроженцы, жители
Джуро Петрович (1849 — 1929) — черногорский военный деятель, дивизияр (дивизионный генерал).